# Длуге (Люблінський повіт)
Длуге (пол. Długie) — село в Польщі, у гміні Вулька Люблінського повіту Люблінського воєводства.
Населення — 349 осіб (2011).

## Демографія
Демографічна структура станом на 31 березня 2011 року:
|          | Загалом | Допрацездатний вік | Працездатний вік | Постпрацездатний вік |
| -------- | ------- | ------------------ | ---------------- | -------------------- |
| Чоловіки | 166     | 32                 | 118              | 16                   |
| Жінки    | 183     | 41                 | 112              | 30                   |
| Разом    | 349     | 73                 | 230              | 46                   |